# Логопедическое заключение
Логопедическое заключение — диагностическое заключение учителя-логопеда; краткая педагогическая характеристика состояния развития речи ребёнка на период обследования на основе данных объективного квалифицированного логопедического исследования; педагогический аналог медицинского заключения — диагноза.
Речевое заключение преследует две цели:
- 1) выполняет свои диагностические функции о состоянии, уровне и особенностях речевого развития ребёнка на период обследования;
- 2) является самостоятельным диагностическим заключением учителя-логопеда (логопеда дошкольных школьных и медицинских учреждений).

В логопедическом заключении принято отражать характеристики нарушения речи, а не медицинские названия речевых расстройств.
Логопедическое заключение должно быть «читаемо другим специалистом», то есть понятно любому специалисту-логопеду. Как итог логопедического обследования ребёнка логопедическое заключение записывается в конце «Речевой карты».